# Ectinosoma obtusum
Ectinosoma obtusum är en kräftdjursart som beskrevs av Georg Ossian Sars 1920. Ectinosoma obtusum ingår i släktet Ectinosoma och familjen Ectinosomatidae. Arten är reproducerande i Sverige. Inga underarter finns listade i Catalogue of Life.